# Rojtos együttes
A Rojtos együttes autentikus magyar népzenei zenekar. Erdélyi, a mai Magyarország területéről és a Felvidékről származó adatközlőktől („népi” zenészektől, zenekaroktól) gyűjtött népdalokat elevenít meg.

## Története

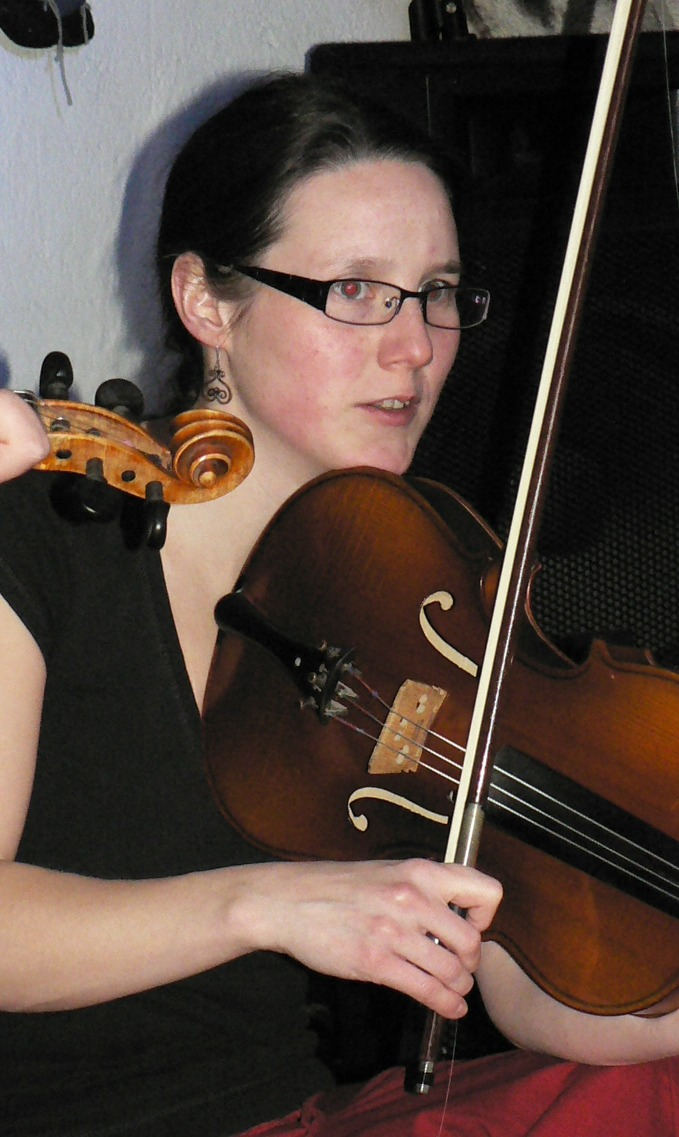
Danhauser Lilla az együttes egy 2012-es fellépésén

A Rojtos együttest 2000-ben alapították Danhauser Zoltán gyermekei és tanítványai. A hegedűsök, Bednárik János, Nyitrai Tamás és Danhauser Vince ekkor már jelentős ideje (4-8 éve) tanultak a hangszeren játszani. Hozzájuk csatlakozott Csepregi Márton és Danhauser Lilla, majd végül 2000 tavaszán Danhauser Máté. Ez a formáció vált 2000. december 26-án Rojtos együttessé. Az évközbeni tanulás mellett – mely részben autodidakta módon, részben tanárok irányításával zajlott – a zenekar tagjai nyári táborokon, Magyarországon és Erdélyben képezték magukat. A zene szolgáltatása és tanulása tehát párhuzamosan folyt – folyik a mai napig. A Rojtos számos táncegyüttes zenei kíséretét vállalva Németországban, Szlovákiában, Olaszországban, Bulgáriában, valamint több erdélyi helyszínen zajló zenei fesztiválon képviselte hazánkat.

## Tagok, hangszerek
Az együttes jelenlegi tagjai:
- Nyitrai Tamás – prímás, hegedű
- Bednárik János – hegedű
- Danhauser Lilla – brácsa
- Danhauser Máté – brácsa, nagybőgő
- Danhauser Vince – nagybőgő

## Lemezek
Az együttes együttműködve a Csicsóka népdalcsoporttal 2002-ben CD-t adott ki Véled összeakadék címmel. A CD-n egyaránt megszólalnak énekes illetve hangszeres számok, ám a hanganyag többségét e kettő együttese adja.

### Album adatai
- Cím: Véled összeakadék
- Megjelenés:  2002
- Kiadó: Bojtár Népzenei Egyesület
- Tartalom:
  - Véled összeakadék (Észak-Mezőség)
  - Adtam csókot a legénynek (Sárköz)
  - Hajnali, csárdás és szapora (Kalotaszeg)
  - Zimi-zumi zajlapi tájtom (Szatmár)
  - Felsütött a hajnalcsillag (Maros-Küküllő)
  - Féloláhos, székely verbunk és szökő (Felső-Vízmellék)
  - Olyan legény akar hozzám járni (Galgavidék)
  - Lábam alatt ropog a nád (Észak-Mezőség)
  - Mit fütyül a vadliba a rigónak? (Szatmár)

## Lásd még
- Magyar népzene
- Magyar népzenegyűjtők listája